# خانه کتاب و ادبیات ایران

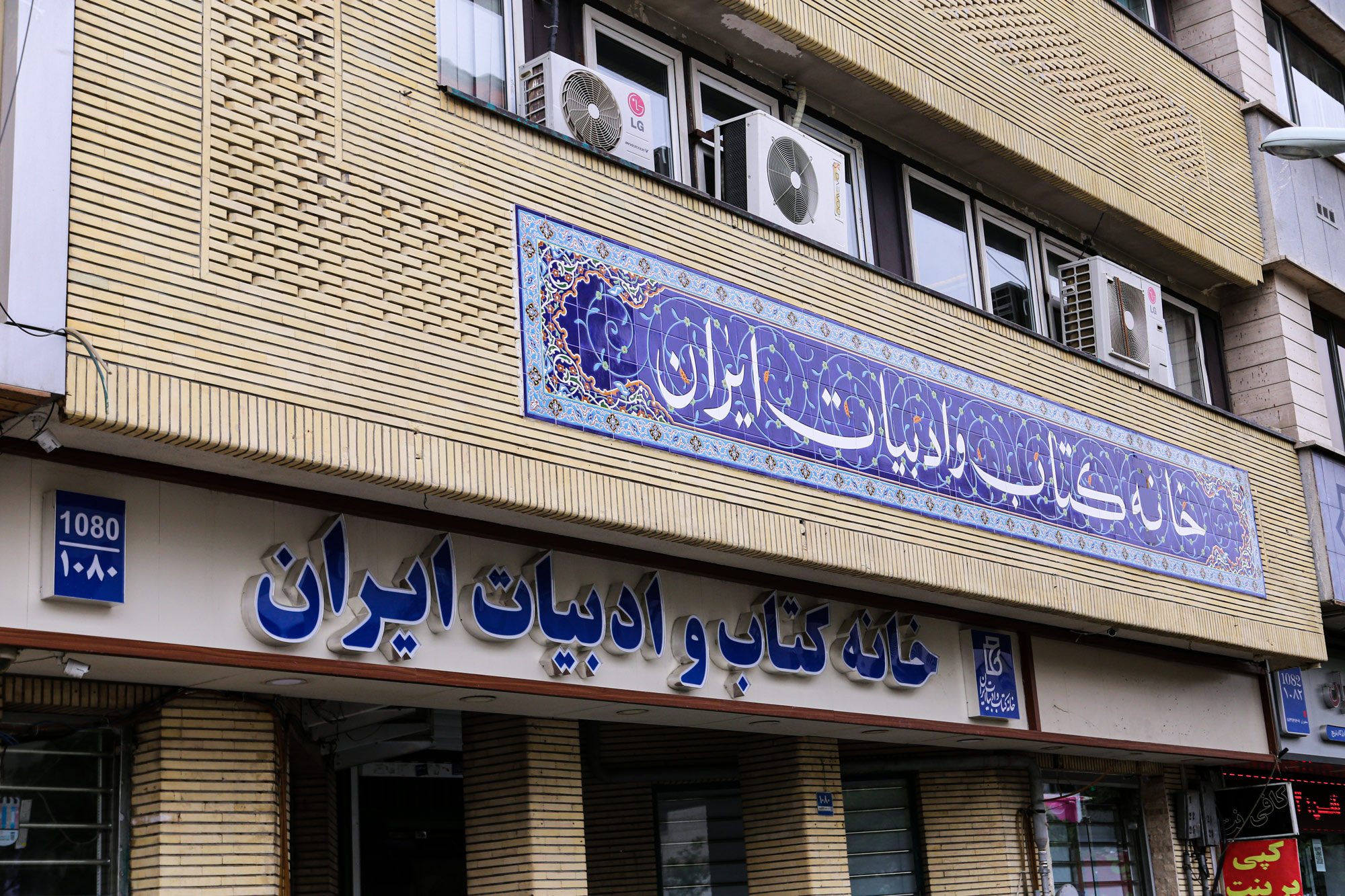
خانه کتاب و ادبیات ایران ایران

خانه کتاب و ادبیات ایران با نام پیشین خانه کتاب ایران نهادی فعال در حوزه کتاب و ادبیات است که زیر نظر هیئت امنای منتصب وزارت ارشاد فعالیت می‌کند این مؤسسه فعالیت‌های متنوعی را در دو حوزه اطلاع‌رسانی و جشنواره‌های فرهنگی عهده‌دار است.

## پیشینه
این مؤسسه فعالیت خود را از سال ۱۳۷۲ با هدف اعتلای فرهنگ کشور در حوزه کتاب و کتابخوانی، گسترش بانک‌های اطلاعاتی حوزه نشر، شبکه‌های اطلاع‌رسانی الکترونیکی و اینترنتی، توسعه مباحث نو در نشر کتاب و بهبود وضع اهالی نشر و پدیدآورندگان، با چاپ دو نشریه «تازه‌های کتاب» و «کتاب هفته» در حوزه‌های خاص آغاز کرده‌است. پایگاه اینترنتی این مؤسسه به منظور در دسترس قرار دادن اطلاعات کتاب‌ها، در سال ۱۳۷۷ تأسیس شده‌است.

## جشنواره‌ها و جایزه‌ها
خانه کتاب به منظور توسعه کتاب و کتابخوانی، جشنواره‌های فرهنگی مختلفی نیز در زمینهٔ کتاب برگزار می‌کرد، از جمله کتاب سال جمهوری اسلامی ایران، کتاب فصل جمهوری اسلامی ایران، جایزه ادبی پروین اعتصامی، جایزه ادبی جلال آل احمد، جشنواره نقد کتاب و جایزه ادبی گام اول. هم‌اکنون تنها جشنواره کتاب سال و نقد کتاب برگزار می‌شود. جوایز ادبی به بنیاد شعر و ادبیات داستانی منتقل شده‌است.

## نشریات
- کتاب هفته
- فصلنامه نقد کتاب علوم محض و کاربردی
- فصلنامه نقد کتاب فقه و حقوق
- فصلنامه نقد کتاب قرآن و حدیث
- فصلنامه نقد کتاب فلسفه و اخلاق
- فصلنامه نقد کتاب کودک و نوجوان
- فصلنامه نقد کتاب میراث
- فصلنامه نقد کتاب هنر
- فصلنامه نقد کتاب اخلاق، علوم تربیتی و روان‌شناسی
- فصلنامه نقد کتاب اطلاع‌رسانی و ارتباطات
- فصلنامه نقد کتاب ایران و اسلام
- فصلنامه نقد کتاب تاریخ
- فصلنامه نقد کتاب ادبیات
- فصلنامه نقد کتاب علوم اجتماعی

### مدیران عامل خانه کتاب
- وهرز نوروزپور دیلمی
- سید مهدی جهرمی (اواخر مرداد ۱۳۸۵ تا آبان ۱۳۸۶)
- علی شجاعی صائین (۲۲ آبان ۱۳۸۶ تا بهمن ۱۳۹۲)
- نجفعلی میرزایی (۱۲ بهمن ۱۳۹۲ تا بهمن ۱۳۹۳)
- مجید غلامی جلیسه (۴ بهمن ۱۳۹۳ تا ۲۸ بهمن ۱۳۹۶)
- نیکنام حسینی‌پور سی‌سخت (۲۵ اسفند ۱۳۹۶ خرداد ۱۳۹۹)
- ایوب دهقانکار (تیر ۱۳۹۹ تا آبان ۱۴۰۰)
- علی رمضانی (آبان ۱۴۰۰ تا کنون)

## خبرگزاری کتاب ایران (ایبنا)
خبرگزاری کتاب ایران (ایبنا)، اولین و تنها خبرگزاری تخصصی کتاب است که فعالیت خود را به‌طور رسمی از ۲۴ آبان ماه ۱۳۸۵ آغاز کرده‌است. این خبرگزاری، زیر نظر خانه کتاب فعالیت می‌کند. اگرچه براساس اساسنامه خانه کتاب، این مؤسسه یک نهاد غیردولتی و غیرانتفاعی است اما زیرمجموعه معاونت فرهنگی وزارت فرهنگ و ارشاد اسلامی به‌شمار می‌آید و مدیرعامل آن مستقیماً از سوی معاون فرهنگی وزیر فرهنگ و ارشاد اسلامی تعیین می‌شود. هدف از این فعالیت، اطلاع‌رسانی خبری در حوزه کتاب و کتابخوانی و سایر موضوعات مرتبط نظیر چاپ، نشر و گرافیک است. اخبار خبرگزاری کتاب ایران (ایبنا) شامل خبرهای داخلی و خارجی بوده که در موضوعات چاپ و نشر، دین، ادبیات، اندیشه، دانش و فناوری، اجتماعی و سیاسی، تاریخ و جغرافیا، کودک و نوجوان و هنر بر روی پایگاه اینترنتی آن به نشانی: www.ibna.ir منتشر می‌شود. این خبرگزاری، علاوه بر نشر خبر به انتشار گزارش‌ها و گفتگوهای ویژه و نیز بررسی و تحلیل عملکرد نهادهای گوناگون دولتی و غیردولتی در حوزه کتاب و کتابخوانی می‌پردازد. همچنین نقد کتاب از دیگر بخش‌های خبرگزاری کتاب است که می‌کوشد منتخبی از تازه‌ترین آثار موجود در بازار نشر را با دیدگاه علمی و انتقادی بررسی کند.

## شابک
همگام با گسترش نشر کتاب و استفاده روزافزون از رایانه و سیستم‌های داده‌پردازی در فعالیت‌های نشر و اطلاع‌رسانی، ضرورت وجود شابک در ایران نیز بیش از پیش احساس شد و در نتیجه معاونت امور فرهنگی وزارت فرهنگ و ارشاد اسلامی به عنوان متولی کار نشر اقدام به اخذ نمایندگی از مؤسسه جهانی شابک کرد و این امر را به مؤسسه خانه کتاب ایران واگذار کرد. در سال ۱۳۷۲، ایران به عضویت این مؤسسه درآمد و شماره گروهی جمهوری اسلامی ایران در نظام شماره گذاری بین‌المللی کتاب عدد ۹۶۴ تعیین شد. نجفعلی میرزایی مدیر عامل وقت خانه کتاب ایران در تیر ماه سال ۹۳ اعلام کرد شابک از حالت رایگان خارج خواهد شد که این مطلب مورد اعتراض اتحادیه ناشران واقع شد.

## پایگاه اطلاعاتی
مشخصات کتاب‌شناختی تمام کتاب‌هایی که در کشور منتشر می‌شود، به انضمام معرفی کوتاه، تصویر روی جلد و نیز تصویر صفحات نخستین هر کتاب (تا قبل از متن اصلی)، دو روز پس از اخذ مجوز وزارت فرهنگ و ارشاد اسلامی، در این پایگاه ثبت می‌گردد. اطلاعات و راه‌های دسترسی به ناشران فعال کشور نیز در همین پایگاه قابل دستیابی است. علاوه بر اطلاعات کتاب‌ها و ناشران، مجموعه‌ای از بانک‌های اطلاعاتی حوزه کتاب نیز در این مؤسسه تولید می‌شود که از طریق این پایگاه قابل دستیابی است. این بانک‌ها عبارتند از: «بانک نسخه‌های خطی ایران و برخی کتابخانه‌های جهان»، «کتابفروشی‌ها»، «چاپخانه‌ها»، «اهل قلم»، «کاغذ فروشی‌ها»، «لیتوگرافی‌ها»، «صحافی‌ها»، «مراکز پخش کتاب»، «تصویرگران»، «طراحان گرافیست»، «ناشران الکترونیک»، «نمایندگان ناشران خارجی».

## ساختار سازمانی مؤسسه خانه کتاب ایران
ساختار سازمانی مؤسسه خانه کتاب ایران با افتتاح چند مرکز جدید توسط نجفعلی میرزایی از قبیل مرکز ویرایش ایران، مرکز نقد ایران، مرکز ترجمه ایران و مرکز کتاب‌پژوهی ایران نسبت به سال‌های قبل تغییرات ملموسی داشته که بر اساس نشریه داخلی این مؤسسه به صورت زیر ساختاربندی شده‌است.

### معاونت پژوهشی، آموزشی و فرهنگی
این معاونت پیش‌تر با نام معاونت فرهنگی و با سه مدیریت نشریات و خبرگزاری، کتاب و اهل قلم و جشنواره‌های فرهنگی فعالیت می‌کرد اما از بهار سال ۱۳۹۳ با تغییرات راهبردی در ساختار فعالیت‌ها عنوان حاضر را به خود گرفت.
در مهرماه ۱۳۹۷ نیکنام حسینی پور، مدیرعامل خانه کتاب طی حکمی سیدسعید میرمحمدصادق را به عنوان معاون فرهنگی این نهاد منصوب کرد.
مهم‌ترین فعالیت‌های آموزشی، پژوهشی و فرهنگی پیش‌بینی شده برای این معاونت عبارت است از: مدیریت جشنواره‌ها و جوایز کتاب (شامل جایزه کتاب سال جمهوری اسلامی ایران و جشنواره نقد کتاب) مدیریت نشریه‌های نقد کتاب و اطلاع‌رسانی (شامل پانزده فصلنامه نقد کتاب که جایگزین نه نشریه کتاب ماه شده‌اند و کتابشناسی ماه) مدیریت‌های پژوهش، آموزش، کتاب، ترویج کتابخوانی و سیر مطالعاتی، انتشارات و توسعه نقد کتاب؛ مراکز تابعه (شامل مرکز نقد ایران، مرکز ویرایش ایران، مرکز ترجمه ایران، مرکز کتاب‌پژوهی ایران، مرکز مشاوره حقوقی اهل قلم) و سرای اهل قلم.
- مدیریت جشنواره‌ها و جوایز کتاب

1. جایزه کتاب سال: نخستین جایزه کتاب سال ایران در سال ۱۳۳۴ ش. با هدف تشویق خادمان دانش و فرهنگ ایران به پدیدآورندگان یازده کتاب برگزیده که در سال ۱۳۳۲ منتشر شده بودند اهدا شد. این جایزه تا سال ۱۳۵۶ ش. در رشته‌های علوم و فنون، ادبی، علوم انسانی، علوم اجتماعی-تربیتی و کودکان و نوجوانان به برندگان اهدا می‌شد. در سال ۱۳۵۶ با قوت گرفتن وقایع انقلاب و حرکت‌های مردمی و پس از آن با وقوع انقلاب اسلامی، اهدای این جایزه متوقف شد و در سال ۱۳۶۲ آیین‌نامه نحوه انتخاب کتاب سال به تصویب رئیس‌جمهور و وزیر ارشاد وقت رسید. از آن پس هر سال در دهه فجر، مراسم اهدای کتاب سال با حضور رئیس‌جمهور برگزار می‌شود. این جایزه در سال ۱۳۹۷ به سی و ششمین دوره خود رسید.
2. جشنواره نقد کتاب: آیین‌نامه جشنواره نقد کتاب در ۷ ماده و ۵ تبصره در سال ۱۳۶۷ به تصویب هیئت امنای مؤسسه خانه کتاب رسید و نخستین دوره آن در سال ۱۳۸۲ برگزار شد. جایزه نقد کتاب به منتقدان حوزه کتاب و رسانه‌ها اختصاص دارد و هدف از برگزاری آن رشد و بالندگی نقد و ایجاد فضای رقابت سالم و سازنده در فضای نقد علمی و ارتقای سطح کیفی منابع مکتوب کشور است. آثار مورد داوری این جشنواره مقالاتی است که در موضوع نقد کتاب طی سال پیش از آن، در حوزه‌های کلیات، فلسفه، علوم اجتماعی، علوم و فنون، تاریخ و جغرافیا، دین، هنر و کودک و نوجوان در نشریات معتبر منتشر شده باشد. در هر دوره این جشنواره، از یک پیش‌کسوت و یک نشریه برتر نیز تقدیر می‌شود.

- مدیریت کتاب
- سرای اهل قلم
- مدیریت نشریه‌های نقد و اطلاع‌رسانی

1. فصلنامه‌های نقد کتاب
2. کتابشناسی ماه

- مراکز تابعه

1. مرکز نقد ایران: این مرکز به منظور سامان دادن به موضوع نقد از راه انجام پژوهش‌های بنیادین و کاربردی، آسیب‌شناسی نقد، اطلاع‌رسانی و تلاش برای نهادینه شدن فرهنگ نقد در کشور در سال ۱۳۹۳ تأسیس گردید. اهداف مرکز نقد به این شرح می‌باشد: پژوهش در حوزه نقد؛ آسیب‌شناسی نقد در ایران؛ معرفی و نهادینه ساختن روش‌های صحیح نقد؛ تلاش برای ارتقای نقد در ایران با نقد پژوهشی، نقدشناسی و شناخت مکاتب نقد از راه تألیف مقالات نقد، تألیف کتاب و ترجمه آثار نقد از زبانهای دیگر؛ بالا بردن سطح کیفی نقد و پرورش منتقدان از راه برگزاری کارگاه‌های آموزشی کوتاه مدت و برگزاری دوره‌های آموزشی بلند مدت دربارهٔ شیوه و روش‌های نقد؛ تأسیس کتابخانه تخصصی نقد به منظور یاری رسانی به پژوهشگران و علاقه‌مندان حوزه نقد؛ راه‌اندازی پایگاه اینترنتی مرکز نقد برای سهولت برقراری ارتباط با منتقدان و دیگر علاقه‌مندان و اطلاع‌رسانی به موقع از رویدادهای فرهنگی در حوزه نقد.
2. مرکز ویرایش ایران
3. مرکز ترجمه ایران
4. مرکز کتاب‌پژوهی ایران
5. مرکز مشاوره حقوقی اهل قلم